# چرناوکا (شهرستان زاویالوفسکی، سرزمین آلتای)
چرناوکا (به لاتین: Chernavka) یک منطقهٔ مسکونی در روسیه است که در سرزمین آلتای واقع شده‌است.